# Bramcote (Warwickshire)
Bramcote – wieś w Anglii, w hrabstwie Warwickshire, w dystrykcie Nuneaton and Bedworth. Leży 26 km na północny wschód od miasta Warwick i 139 km na północny zachód od Londynu. W 2001 miejscowość liczyła 321 mieszkańców.

## Historia
W czasie wojny Bramcote był ośrodkiem szkolenia lotniczego, w którym funkcjonował 18 OTU (Operational Training Unit). Przysyłani tu byli lotnicy dywizjonów bombowych 300, 301, 304 i 305. Celem odbywającego się na terenie bazy RAF Bramcote szkolenia, było doskonalenie pilotażu i zgrywanie załóg. Jednostka stacjonowała w bazie od 1 stycznia 1941 do 27 marca 1943 przenosząc się następnie do RAF Finningley. Groby poległych żołnierzy tej jednostki można znaleźć między innymi w Nuneaton i Newark.